# Luweng Jaran
Luweng Jaran – najdłuższa jaskinia Indonezji, położona na wyspie Jawa.